# 劳索镇区
劳索镇区是缅甸掸邦东枝县下辖的一个镇区，治所位于劳索。